# James Alfred Loader
James Alfred Loader (* 12. Juli 1945 in Pretoria) ist ein südafrikanischer evangelischer Theologe.

## Leben
Von 1979 bis 1980 lehrte James Alfred Loader als Professor für semitische Sprachen und Altes Testament an der Universität Pretoria. Von 1980 bis 1997 war er als Professor für Altes Testament an der Universität von Südafrika (UNISA) tätig. Von 1997 bis 2013 hatte er als o. Universitätsprofessor für Alttestamentliche Wissenschaft und Biblische Archäologie an der Evangelisch-Theologischen Fakultät der Universität Wien eine Lehrtätigkeit übernommen. Einen Doctor Philosophiae honoris causa verlieh ihm die Universität Pretoria im April 2009. Er ist ordinierter Pfarrer der Niederländisch-reformierten Kirche in Südafrika.

## Schriften (Auswahl)
- Polar structures in the book of Qohelet. Berlin 1979, ISBN 3-11-007636-5.
- A tale of two cities. Sodom and Gomorrah in the Old Testament, early Jewish and early Christian traditions. Kampen 1990, ISBN 90-242-5333-0.
- Begegnung mit Gott. Gesammelte Studien im Bereich des Alten Testaments. Berlin 2001, ISBN 3-631-37713-4.
- Historical commentary on the Old Testament. Proverbs 1–9. Leuven 2014, ISBN 978-90-429-3144-2.